# Linfen
Linfen (in cinese 临汾) è una città situata nello Shanxi meridionale, in Cina. La città è situata sul fiume Fen. Prima era conosciuta come Pingyang (平阳 in cinese). La popolazione di Linfen si aggira attorno ai quattro milioni di abitanti.

## Storia
Secondo un'antica leggenda, Linfen è stata capitale dello Yao, un leggendario regno che esisteva fino a 4000 anni fa. Negli anni ottanta del XX secolo, Linfen è stata soprannominata "la città moderna della frutta e dei fiori".

## Economia
Hanno sede a Linfen notevoli industrie alimentari e molte miniere di carbone.

## Inquinamento
Sono stati fatti degli studi, e risulta che Linfen sia la città più inquinata del mondo. Tra le venti più inquinate città del mondo, sedici sono in Cina. L'inquinamento proviene principalmente dai fumi prodotti dalla raffinazione del carbone.

## Geografia antropica

### Suddivisioni amministrative
| Mappa | Mappa               | Mappa  | Mappa          | Mappa                    | Mappa            | Mappa          |
| ----- | ------------------- | ------ | -------------- | ------------------------ | ---------------- | -------------- |
|       |                     |        |                |                          |                  |                |
| #     | Nome                | Hanzi  | Hanyu Pinyin   | Popolazione (stima 2003) | Superficie (km²) | Densità (/km²) |
| 1     | Distretto di Yaodu  | 尧都区 | Yáodū Qū       | 770.000                  | 1.304            | 590            |
| 2     | Houma               | 侯马市 | Hóumǎ Shì      | 230.000                  | 274              | 839            |
| 3     | Huozhou             | 霍州市 | Huòzhōu Shì    | 290.000                  | 765              | 379            |
| 4     | Contea di Quwo      | 曲沃县 | Qǔwò Xiàn      | 230.000                  | 437              | 526            |
| 5     | Contea di Yicheng   | 翼城县 | Yìchéng Xiàn   | 310.000                  | 1.149            | 270            |
| 6     | Contea di Xiangfen  | 襄汾县 | Xiāngfén Xiàn  | 480.000                  | 1.304            | 368            |
| 7     | Contea di Hongdong  | 洪洞县 | Hóngdòng Xiàn  | 730.000                  | 1.494            | 489            |
| 8     | Contea di Gu        | 古县   | Gǔ Xiàn        | 90.000                   | 1.190            | 76             |
| 9     | Contea di Anze      | 安泽县 | Ānzé Xiàn      | 80.000                   | 1.961            | 41             |
| 10    | Contea di Fushan    | 浮山县 | Fúshān Xiàn    | 130.000                  | 938              | 139            |
| 11    | Contea di Ji        | 吉县   | Jí Xiàn        | 100.000                  | 1.779            | 56             |
| 12    | Contea di Xiangning | 乡宁县 | Xiāngníng Xiàn | 230.000                  | 2.024            | 114            |
| 13    | Contea di Pu        | 蒲县   | Pú Xiàn        | 100.000                  | 1.508            | 66             |
| 14    | Contea di Daning    | 大宁县 | Dàníng Xiàn    | 60.000                   | 963              | 62             |
| 15    | Contea di Yonghe    | 永和县 | Yǒnghé Xiàn    | 60.000                   | 1.212            | 50             |
| 16    | Contea di Xi        | 隰县   | Xí Xiàn        | 100.000                  | 1.412            | 71             |
| 17    | Contea di Fenxi     | 汾西县 | Fénxī Xiàn     | 140.000                  | 875              | 160            |